# HMS Irresistible (1898)
El HMS Irresistible, uno de los buques de la Marina Real Británica de este nombre, fue un acorazado pre-dreadnought de la clase Formidable botado en 1898. Los buques de la clase Formidable eran desarrollos de acorazados británicos anteriores, con la misma batería de cuatro cañones de 12 pulgadas (305 mm), aunque versiones más potentes de calibre 40, y una velocidad máxima de 19 nudos (35 km/h; 22 mph) de la clase Canopus anterior, al tiempo que adoptaban una protección de blindaje más pesada. El barco fue puesto en quilla en abril de 1898, botado en diciembre de ese año y terminado en octubre de 1901. Puesto en servicio en 1902, sirvió inicialmente en la Flota del Mediterráneo hasta abril de 1908, cuando fue transferido a la Flota del Canal de la Mancha. Superado más tarde con la aparición de los buques dreadnought, entró en servicio con la Home Fleet en 1911 después de un reacondicionamiento. En 1912, fue asignado al 5.º Escuadrón de Batalla.
Tras el estallido de la Primera Guerra Mundial, el Irresistible, junto con el resto del escuadrón, fue asignado a la Flota del Canal. Después de las operaciones con la Patrulla Dover, durante las cuales bombardeó a las fuerzas alemanas en el norte de Francia, fue asignado a la Campaña de los Dardanelos en febrero de 1915. Participó en numerosos ataques infructuosos contra los fuertes otomanos que custodiaban los Dardanelos en febrero y marzo. Estas operaciones incluyeron varias incursiones de grupos de desembarco para destruir las baterías de artillería de costa otomanas. El 18 de marzo, chocó contra una mina naval que le causó grandes inundaciones e inutilizó sus motores. Sin propulsión navegó al pairo, arrastrado por las corrientes, hasta situarse bajo el alcance de los cañones turcos, que lo sometieron a un fuego fulminante. Los intentos de remolcarlo resultaron inútiles, por lo que la tripulación superviviente fue evacuada y el Irresistible fue abandonado a su suerte y finalmente se hundió. Su tripulación sufrió alrededor de 150 fallecidos en el hundimiento.

## Características técnicas

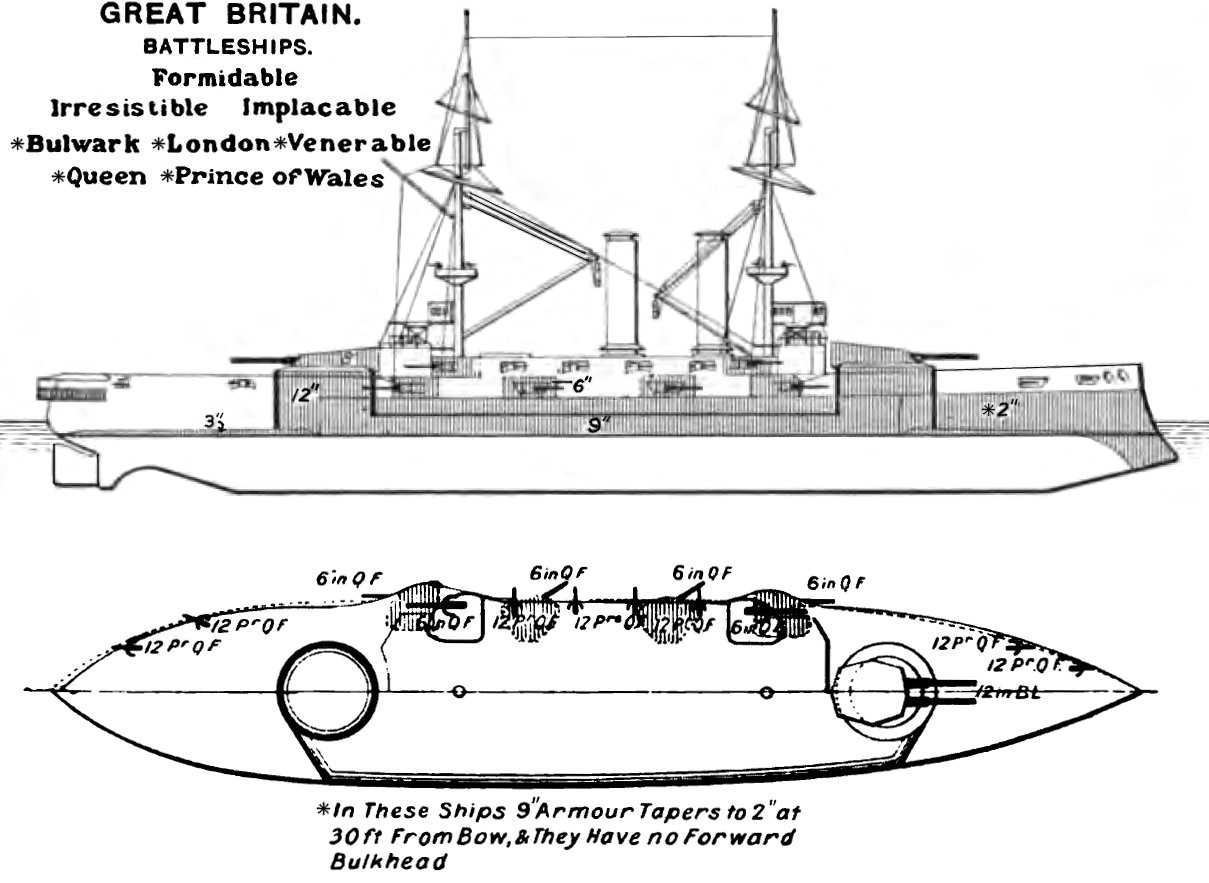
Plano simplificado con expresión del armamento de la clase Formidable en 1906

El HMS Irresistible  era una combinación entre la clase Canopus y la Majestic.

### Dimensiones y tripulación
El Irresistible tenía 431 pies y 9 pulgadas (131,6 m) de eslora, con una manga de 75 pies (22,9 m) y un calado de 25 pies y 11 pulgadas (7,90 m). Desplazaba 14.500 toneladas largas (14.700 t) normalmente y hasta 15.800 toneladas largas (16.100 t) a plena carga. Su tripulación contaba con 780 oficiales y marineros.

### Propulsión
Las calderas se agrupaban en dos embudos ubicados en el centro del barco. La propulsión estaba proporcionada por veinte calderas de tubo de agua a vapor Belleville asociadas a dos motores de triple expansión de 3 cilindros que proporcionaban 15 500 HP indicados (11 000 kW) y una velocidad de 18 nudos como máximo (33 km/h; 21 mph). En términos generales, el HMS Irresistible superaba ligeramente en velocidad y armamento a las clases mencionadas anteriormente y era de mayor tamaño; pero a baja velocidad tenía una capacidad de maniobra muy reducida.

### Armamento
El Irresistible tenía una batería principal de cuatro cañones de calibre 40 de 12 pulgadas (305 mm) montados en disposición doble a proa y popa. Estos cañones, calibre que era considerado como el más potente a bordo de la época, estaban montados en barbetas circulares que permitían la carga o elevación en todas las direcciones. El buque también montó una batería secundaria de doce cañones de calibre 45 de 6 pulgadas (152 mm) montados en casamatas, además de diez cañones de 12 libras de 3 pulgadas (76 mm) y seis cañones de 3 libras de 47 mm (1,9 pulgadas) para la defensa contra torpederos. Como era costumbre en los acorazados de la época, también estaba equipado con cuatro tubos lanzatorpedos de 18 pulgadas (457 mm) sumergidos en el casco.

### Blindaje
El Irresistible tenía un cinturón lateral de 9 pulgadas (229 mm) de grosor; Los mamparos transversales en cada extremo de la cinta tenían de 9 a 12 pulgadas (229 a 305 mm) de espesor. Los lados de cada torreta de la batería principal tenían un grosor de 8 a 10 pulgadas (203 a 254 mm), y la batería de casamata estaba protegida con 6 pulgadas de acero Krupp. La torre de mando del buque también tenía costados de 14 pulgadas (356 mm) de grosor. Estaba equipado con dos cubiertas blindadas, de 1 y 3 pulgadas (25 y 76 mm) de espesor, respectivamente. Las barbetas tenían un espesor de 12 pulgadas (305 mm).

## Historial
El HMS Irresistible se construyó a toda prisa en los astilleros de Chatham el año 1898, en Kent. Desde la puesta de quilla el 11 de abril de 1898, su casco fue construido en el plazo de apenas 8 meses, siendo botado el 15 de diciembre de 1898. La urgencia radicaba en un atraso en la entrega y hubo que dar espacio en las vías de construcción para el HMS Venerable seguidamente. Las terminaciones, sin embargo, tardaron en completarse hasta octubre de 1901, siendo comisionado el 4 de febrero de 1902 por el capitán George Morris Henderson y una dotación de 870 oficiales y hombres para el servicio en la Flota del Mediterráneo, en un año de fase de acondicionamiento como unidad de guerra. Partió de Portsmouth a finales de marzo de 1902, llegando al mes siguiente a Gibraltar, donde relevó al buque torreta HMS Devastation como buque de guardia y patrulla. En mayo de 1902 visitó Augusta (Sicilia), y en agosto de 1902 atracó en El Pireo. A finales de diciembre de 1902 estaba de vuelta en aguas griegas cuando visitó Ástaco en el Mar Jónico junto con el HMS Bulwark y el HMS Pioneer.
Sufrió dos percances durante su periplo en el Mediterráneo: Uno fue chocando contra el vapor mercante noruego SS Clive mientras navegaba en la niebla en su camino a su puesta en servicio el 3 de marzo de 1902, sufriendo daños considerables en un costado de su casco y otro encallando en Malta el 5 de octubre de 1905. Se sometió a un reacondicionamiento allí después de este último percance, y a un segundo reacondicionamiento nuevamente en Malta entre octubre de 1907 y enero de 1908. En abril de 1908, el Irresistible fue transferido a la Flota del Canal de la Mancha, donde chocó contra una goleta mientras navegaba en la niebla el 4 de mayo de 1908, sin sufrir daños mayores, siendo su tercer percance de importancia. En 1909 fue asignado a la División Nore, y vio reducido su tripulación a un núcleo en mayo de 1910. Su servicio en la Flota del Canal de la Mancha terminó el 1 de junio de 1910, cuando arribó al astillero de Chatham para un reacondicionamiento. Completadas las reparaciones, el Irresistible fue comisionado en Chatham el 28 de febrero de 1911 para servir en la 3.ª División de acorazados de la Home Fleet, en los bancos Nore del Támesis. En 1912, fue asignado al 5.º Escuadrón de Batalla.

### Primera Guerra Mundial
Gran Bretaña entró en la Primera Guerra Mundial en agosto de 1914; el 5.º Escuadrón de Batalla tenía su base en Portland y estaba asignado a tareas de patrulla en el Canal de la Mancha bajo la Flota del Canal. El Irresistible cubrió el desembarco del Batallón de Marines de Plymouth en Ostende, Bélgica, el 25 de agosto, y posteriormente cubrió la ocupación. En octubre-noviembre de 1914, el Irresistible fue asignado temporalmente a la Patrulla Dover. Sus tareas incluían el bombardeo de las fuerzas del ejército alemán a lo largo de la costa belga en apoyo de las tropas aliadas que luchaban en el frente. El 3 de noviembre, fue destacado para apoyar a las patrullas de la costa este durante el bombardeo alemán en Yarmouth, aunque no entró en acción con los buques de guerra alemanes. El Irresistible regresó a la Flota del Canal de la Mancha en noviembre de 1914. El 5.º Escuadrón de Batalla fue transferido a Sheerness el 14 de noviembre para protegerse de una posible invasión alemana. El escuadrón fue transferido de nuevo a Portland el 30 de diciembre.
Al estallar la Gran Guerra, asume el mando el capitán D.L. Dent, y el HMS Irresistible es enviado junto con el 5.º Escuadrón a Portland y realiza labores de patrulla en el Canal de la mancha. El 25 de abril de 1914 cubre desembarcos en Ostende, Bélgica, y asume labores de tiro artillero contra posiciones alemanas en las costas belgas hasta noviembre de 1914, cuando vuelve a su base en Portland. 

#### La campaña de Los Dardanelos

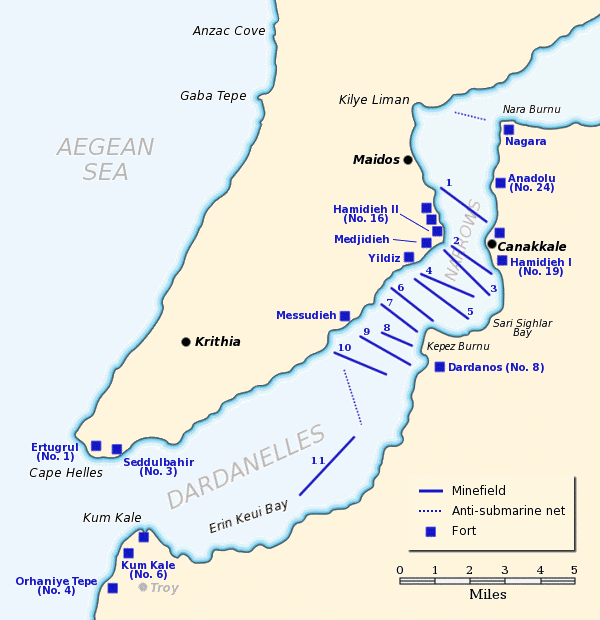
Mapa mostrando las defensas otomanas de los Dardanelos en 1915

El 1 de febrero de 1915, es asignado como buque insignia en la Campaña de los Dardanelosy formó parte de la primera escuadra que operó en las operaciones. El 20 de febrero se inicia la campaña, sufriendo graves daños ya ese mismo día, debiendo refugiarse en la isla de Ténedos.
El 25 de febrero se produjo otro ataque. El Irresistible y el acorazado Agamemnon tenían la tarea de proporcionar fuego de cobertura de largo alcance, mientras que otros acorazados se acercaban a las fortalezas para enfrentarse al enemigo directamente. Durante su operación, el acorazado Albion fue atacado por los cañones de 9,4 pulgadas (239 mm) de la batería Orkaniye. El contrafuego del Irresistible obligó a los otomanos a dejar de disparar, dejando fuera de combate a dos cañones en el proceso. A las 15:00, los principales acorazados británicos y franceses habían silenciado los cañones otomanos, lo que permitió que los dragaminas avanzaran e intentaran despejar los campos minados; La mayor parte de la flota se retiró mientras los dragaminas trabajaban. Al despejar estos campos, los buques de guerra aliados podían entrar en los Dardanelos, abriendo la ruta para atacar fortificaciones adicionales alrededor de la ciudad de Dardania. Mientras otros barcos bombardeaban los fuertes allí, el Irresistible y el acorazado Vengeance enviaron hombres a tierra para destruir una batería de artillería abandonada cerca de Kumkale, y ambos barcos permanecieron frente a la costa para apoyar la incursión. El equipo de 75 hombres del Irresistible desembarcó sin oposición en Sedd el Bahr, pero rápidamente fue atacado por una fuerza otomana superior y se vio obligado a retirarse. Sin embargo, el fuego de 6 pulgadas del Irresistible rompió el ataque otomano, y el grupo de desembarco pudo llegar al fuerte, donde encontraron cuatro de los seis cañones pesados aún operativos. Destruyeron los cañones con pólvora del polvorín otomano antes de dirigirse al fuerte del Cabo Helles. Las defensas otomanas eran demasiado fuertes allí, por lo que el grupo británico se retiró después de destruir un par de cañones de 12 libras fuera del fuerte.
El 27 de febrero, junto con otros barcos de la escuadra franco-británica, atacó por el fuego los fuertes del Cabo Helles y los de Sidil-Bahr y Orkarich, así como el de Kum-Kalessi., llegando a efectuar ese mismo día un desembarco junto con componentes del HMS Vengeance con el objeto de derruir los fuertes turcos bombardeados por la artillería naval aliada.. Del día 1 al 3 de marzo, junto con el Albion y el Prince George, reanudaron el bombardeo de los fuertes, silenciando las baterías enemigas más cercanas, todo ello a pesar de las inclemencias meteorológicas.
Continuó efectuando labores de hostigamiento artillero contra los fuertes turcos en Orkanieh y otros fuertes situados en los estrechos, hasta finales de mes, siendo relevado por el HMS Revenge hasta el 6 de marzo, fecha en que aquél retorna al campo de batalla para reanudar las mismas tareas de apoyo.
El Almirantazgo presionaba al almirante Sackville Carden a tomar Galípoli lo más pronto posible y si para obtener dicho objetivo fuera necesario sacrificar buques y hombres, debía hacerse. Carden, conocedor de que los turcos habían minado los estrechos, instaba a la aproximación con precaución por la probable pérdida de hombres y buques. Winston Churchill, Primer lord del Almirantazgo, presionaba políticamente a Carden:

No entiendo por qué la labor de desminado podría causar fatalidades, no causaría víctimas, quizás un dos o tres por ciento de bajas por barrer las angosturas (de los estrechos) es un precio moderado a pagar por... el objetivo. Este trabajo (tomar Galípoli) se debe hacer al costo que sea en embarcaciones u hombres, y cuanto antes se haga, ¡mejor!.
Winston Churchill, Primer lord del Almirantazgo

El 17 de marzo, el almirante Carden es relevado "por enfermedad" por el contraalmirante John Michael De Robeck ejerciendo labores de vicealmirante y tomando el mando de las operaciones. De Robeck elaboró un plan provisional de ataque en tres grupos de fuego artillero que se irían alternando con labores de dragado de minas para irse acercando a los fuertes otomanos.

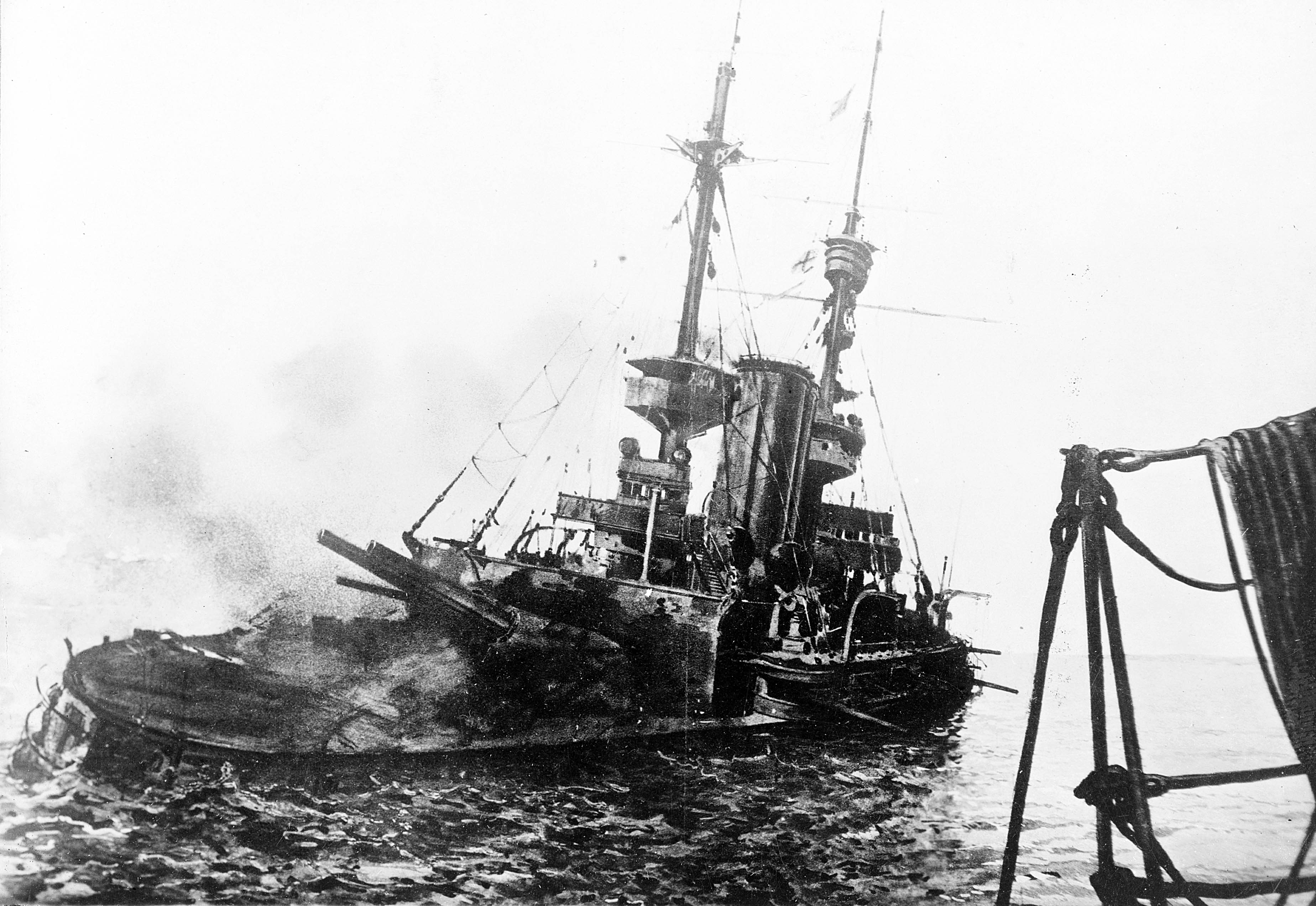
Momentos finales del HMS Irresistible frente a Los Dardanelos el 18 de marzo de 1915. Imagen tomada desde el buque HMS Lord Nelson.

El 18 de marzo de 1915, el capitán Dent recibe órdenes del almirante De Robeck de atacar los fuertes principales turcos de Çanakkale y Kilitbahir con vistas a ocupar la península de Galípoli para luego tomar Constantinopla.
Los turcos habían notado que los buques británicos pasaban por un estrecho pasaje de aguas de profundidad media en la bahía de Erin Keui y habían minado con 20 artefactos esa área mediante el minador turco Nousret.   
A las 10:45 horas del 18 de marzo una escuadra franco-británica empezó a atacar los fuertes, alternando sus grupos de buques con dragaminas para irse acercando a la bahía de Erin Keui.
El Irresistible participó en el ataque general del 18 de marzo en los Dardanelos, que resultó en la pérdida del buque. Del periplo inicial del Irresistible aquel funesto 18 de marzo, el parte oficial del Almirantazgo del día posterior relataba lo siguiente:

«A las diez y cuarenta y cinco minutos de la mañana, el Queen Elizabeth, el Agamennon, el HMS Inflexible y el Lord Nelson bombardearon los fuertes de Kilid-Bahr y Tchanak, mientras que el Triumph y el Prince George cañoneaban las baterías de Naher-Guyan, Deguirmen-Burn, Hamidié y Sultanié.»[...]
«A las doce y veintidós, el Suffren, el Gaulois, el Charlemagne y el Bouvet, se internaron en los Dardanelos y atacaron los fuertes de alcance pequeño, respondiéndoles vigorosamente los anteriormente citados de Kilid-Bahr y Tchanak.»
«Los diez acorazados aliados fueron alcanzados por los proyectiles enemigos, pero redujeron los fuertes al silencio.»
«A la una y veinticinco minutos de la tarde cesó el fuego en todos los frentes.»
«El Vengeance, el Irresistible, el Occean [sic], el Swiftsure y el Majestic se lanzaron hacia el interior del estrecho para reemplazar a los acorazados averiados.»
Parte oficial del Almirantazgo británico del 19 de marzo de 1915

#### Pérdida del buque
El HMS Irresistible estando a 11 000 m de los fuertes, tocó una mina alrededor de las 16:14 horas del mismo 18 de marzo de 1915, cuando ya se retiraba. La explosión produjo enormes daños a estribor de la sala de máquinas, matando a casi todos los maquinistas excepto a tres personas, y quedando a la deriva. La artillería turca aprovechó para cañonear el sector de popa del HMS Irresistible, incendiando la casamata popel. El destructor HMS Wear logró rescatar a 582 hombres de su tripulación y 28 oficiales, la mayoría de la dotación. El capitán Dent quedó a bordo con 10 voluntarios para intentar dar remolque.

"A las cuatro y nueve minutos, el Irresistible, que se inclinaba mucho de un costado, abandonó la línea de fuego y a las cinco y cincuenta se hundió, habiendo chocado, probablemente con una mina flotante"
Parte oficial del Almirantazgo inglés de 19 de marzo de 1915

El HMS Irresistible se fue inundando lentamente, y a pesar del persistente cañoneo turco, se comienza a darle remolque mediante la ayuda del vetusto acorazado clase Canopus, el  HMS Ocean, al mando del capitán Arthur Hayes-Sadler,  pero debido al estado del mar, el HMS Irresistible cortó amarras y se le dejó a la deriva. A su vez y para colmo, el HMS Ocean tocó una mina a las 19 horas y hubo que transferir a los náufragos a bordo del HMS Queen Elizabeth y el HMS Agamemnon. El HMS Irresistible, ya sin tripulantes, derivó libre hacia la costa donde se hundió en aguas poco profundas hacia las 19:30 horas, y el HMS Ocean se hundió fuera de la vista del enemigo cerca de las 22:30 horas.
Las vidas de 150 miembros de la tripulación del HMS Irresistible se perdieron con el acorazado, pero en el HMS Ocean no hubo víctimas. Estos naufragios, combinados con otras pérdidas demostró a los aliados de necesidad de que la acción terrestre colaborase estrechamente con la naval, evitando que el enemigo se recompusiese una y otra vez tras los ataques de la escuadra aliada.